# Ludovic Blas
Ludovic Régis Arsène Blas (Colombes, 31 dicembre 1997) è un calciatore francese, centrocampista del Rennes.

## Biografia
Di origini martinicane, nasce a Colombes da Régis e Patricia Blas.

## Caratteristiche tecniche
Blas è un'ala tecnicamente dotata, noto per il suo controllo di palla in spazi ristretti e per la sua capacità di creare affrontare le situazioni di uno contro uno. Nonostante la sua bassa statura è in grado di competere nei contrasti aerei.
Durante il suo periodo all Guingamp, sotto la guida di Jocelyn Gourvennec, è stato spesso utilizzato come doppio perno di centrocampo per organizzare la seconda fase di costruzione ed eludere la pressione in aree pericolose, ha inoltre giocato come terzino nel 5-3-2. Invece con Antoine Kombouaré, prima al Guingamp e poi al Nantes, è stato utilizzato sulla fascia, in un centrocampo a due o a tre, e dietro l'attaccante.
Per le sue qualità è stato spesso paragonato con Riyad Mahrez.

## Carriera

### Club

#### Inizi e Guingamp
Cresciuto nel Domont, all'età di 7 anni si trasferisce al Rambouillet, dove si distingue venendo lodato dal suo allenatore per il dribbling e la sua visione del gioco.
Nel 2009 si trasferisce al Montorouge, prima di entrare a far parte delle giovanili del Guingamp.
Dopo aver fatto tutta la trafila delle giovanili ed essere approdato in seconda squadra, nel corso della stagione 2015-2016 firma il primo contratto da professionista. Nel frattempo, il 6 dicembre 2015 debutta in Ligue 1 giocando da titolare contro il Bordeaux; mentre segna la sua prima rete in campionato il 3 febbraio nella larga vittoria contro il Troyes.

#### Nantes
Il 2 settembre 2019 si trasferisce al Nantes, firmando un contratto quinquennale. Segna le prime due reti con i canarini, nell'ottobre seguente durante la gara di Coppa di Francia vinta contro il Paris FC per 8-0; seguita dal primo gol in campionato contro il Saint-Étienne. Conclude la prima stagione con la maglia del Nantes con un bottino di 7 reti in 28 gare totali, contribuendo al settimo posto del club in campionato.
La stagione successiva vede Blas diventare uno dei punti chiave del club, nonostante la difficile stagione che vede i canarini costretti a salvarsi dalla retrocessione tramite lo spareggio salvezza, essendo decisivo grazie a 11 reti e 4 assist in 38 partite globali.
Diventato uno dei senatori del club, nella terza stagione in maglia gialloverde contribuisce in modo decisivo alla vittoria del primo trofeo della sua carriera con una squadra di club, la Coppa di Francia, segnando 5 reti in 6 partite, inclusa una nella finale contro il Nizza. È altrettanto protagonista del nono posto finale in Ligue 1 2021-2022 grazie alle 10 reti e 5 assist realizzati in 35 gare, venendo anche premiato a fine stagione come "miglior giocatore dell'anno" per i canarini.
Nell'avvio della stagione seguente perde la supercoppa francese nella finale di Tel Aviv contro il Paris Saint-Germain (4-0); invece il successivo 8 settembre 2022 debutta anche nelle competizioni confederali, in occasione della gara casalinga di UEFA Europa League vinta per 2-1 sull'Olympiacos.
Il 27 ottobre realizza la prima rete nella suddetta competizione nell'incontro contro il Qarabağ vinto per 2-1, ripetendosi la settimana seguente contro l'Olympiacos e aiutando così i canarini a qualificarsi alla fase successiva.
Dopo la successiva eliminazione dei canarini dell'Europa League per mano della Juventus, Blas aiuta il club bretone a raggiungere per il secondo anno consecutivo la finale di Coppa di Francia, segnando la rete del definitivo 1-0 nella semifinale contro l'Olympique Lione. Nell'occasione raggiunge la doppia cifra stagionale per la terza stagione consecutiva.
Il 29 aprile successivo si ripete nella finale di coppa contro il Tolosa, tuttavia la sua rete è inutile ai fini del risultato dato che i canarini perdono per 1-5.
A fine stagione viene nominato nuovamente "miglior giocatore dell'anno" per i canarini.

#### Rennes
Il 5 luglio 2023, dopo quattro stagioni, lascia il club bretone per trasferirsi a titolo definitivo al Rennes per la cifra di 15 milioni di euro. Sceglie di indossare la maglia numero 11.
Dopo aver saltato il debutto stagionale contro il Metz a causa di una squalifica per diffida rimediata la stagione precedente, esordisce in maglia rossonera in occasione della gara della seconda giornata di campionato pareggiata per 1-1 contro il Lens.
La settimana successiva trova, invece, la prima rete con la nuova maglia, aprendo le marcature nel pareggio per 2-2 contro il neopromosso Le Havre;
mentre il 21 settembre bagna l’esordio nelle competizioni confederali con il club rossonero segnando una rete nella vittoria per 3-0 contro il Maccabi Haifa, valida per la prima giornata di Europa League.

### Nazionale
Blas vince con la nazionale Under-19 francese il Campionato europeo 2016 di categoria.
Viene inserito tra i 23 giocatori selezionati dal CT Ludovic Batelli in occasione dei Mondiali di categoria in Corea del Sud.

## Statistiche

### Presenze e reti nei club
Statistiche aggiornate al 15 agosto 2025.
| Stagione        | Squadra         | Campionato      | Campionato | Campionato | Coppe nazionali | Coppe nazionali | Coppe nazionali | Coppe continentali | Coppe continentali | Coppe continentali | Altre coppe | Altre coppe | Altre coppe | Totale | Totale |
| Stagione        | Squadra         | Comp            | Pres       | Reti       | Comp            | Pres            | Reti            | Comp               | Pres               | Reti               | Comp        | Pres        | Reti        | Pres   | Reti   |
| --------------- | --------------- | --------------- | ---------- | ---------- | --------------- | --------------- | --------------- | ------------------ | ------------------ | ------------------ | ----------- | ----------- | ----------- | ------ | ------ |
| 2015-2016       | Guingamp        | L1              | 14         | 1          | CF+CdL          | 2+0             | 0               |                    | -                  | -                  |             | -           | -           | 16     | 1      |
| 2016-2017       | Guingamp        | L1              | 24         | 1          | CF+CdL          | 3+2             | 0+1             | -                  | -                  | -                  | -           | -           | -           | 29     | 2      |
| 2017-2018       | Guingamp        | L1              | 31         | 3          | CF+CdL          | 2+0             | 0               | -                  | -                  | -                  | -           | -           | -           | 33     | 3      |
| 2018-2019       | Guingamp        | L1              | 34         | 1          | CF+CdL          | 2+4             | 0               | -                  | -                  | -                  | -           | -           | -           | 40     | 1      |
| lug.-ago. 2019  | Guingamp        | L2              | 6          | 0          | CF+CdL          | 0+1             | 0               | -                  | -                  | -                  | -           | -           | -           | 7      | 0      |
| Totale Guingamp | Totale Guingamp | Totale Guingamp | 109        | 6          |                 | 16              | 1               |                    | -                  | -                  |             | -           | -           | 125    | 7      |
| set. 2019-2020  | Nantes          | L1              | 24         | 5          | CF+CLF          | 2+2             | 0+2             | -                  | -                  | -                  | -           | -           | -           | 28     | 7      |
| 2020-2021       | Nantes          | L1              | 36+2       | 10+1       | CF              | 1               | 0               | -                  | -                  | -                  | -           | -           | -           | 39     | 11     |
| 2021-2022       | Nantes          | L1              | 35         | 10         | CF              | 6               | 5               | -                  | -                  | -                  | -           | -           | -           | 41     | 15     |
| 2022-2023       | Nantes          | L1              | 37         | 7          | CF              | 5               | 2               | UEL                | 8                  | 3                  | SF          | 1           | 0           | 51     | 12     |
| Totale Nantes   | Totale Nantes   | Totale Nantes   | 134        | 33         |                 | 16              | 8               |                    | 8                  | 3                  |             | 1           | 0           | 159    | 45     |
| 2023-2024       | Rennes          | L1              | 29         | 4          | CF              | 5               | 0               | UEL                | 8                  | 3                  | -           | -           | -           | 42     | 7      |
| 2024-2025       | Rennes          | L1              | 29         | 6          | CF              | 2               | 0               | -                  | -                  | -                  | -           | -           | -           | 31     | 6      |
| 2025-2026       | Rennes          | L1              | 1          | 1          | CF              | 0               | 0               | -                  | -                  | -                  | -           | -           | -           | 1      | 1      |
| Totale Rennes   | Totale Rennes   | Totale Rennes   | 59         | 11         |                 | 7               | 0               |                    | 8                  | 3                  |             | 0           | 0           | 74     | 14     |
| Totale carriera | Totale carriera | Totale carriera | 300        | 50         |                 | 38              | 10              |                    | 16                 | 6                  |             | 1           | 0           | 355    | 66     |

## Palmarès

### Club
- Coppa di Francia: 1

Nantes: 2021-2022

### Nazionale
- Campionato d'Europa Under-19: 1

Germania 2016

### Individuale
- Capocannoniere della Coppa di Francia: 1

2021-2022 (5 gol)